# Nesokia
Nesokia é um género de roedor da família Muridae.

## Espécies
- Nesokia bunnii (Khajuria, 1981)
- Nesokia indica (Gray & Hardwicke, 1830)